# Österreichisches Biographisches Lexikon 1815–1950
O Österreichisches Biographisches Lexikon 1815–1950 (ÖBL), é um dicionário Austríaco de Léxico Biográfico dos anos 1815-1950, publicado pela Academia Austríaca de Ciências com entradas para os indivíduos que contribuíram para a história da Áustria. Atualmente, ela é composta por 12 volumes (60 entregas), com um total de mais de 16.000 biografias. Ele segue o Biographisches Lexikon des Kaiserthums Áustria (Enciclopédia Biográfica do Império Austríaco), que abrangeu o período entre 1750 e 1850, e que foi publicado a partir de 1856, a de 1891, em 60 volumes, contendo 24.254 biografias críticas.

## Volumes publicados
- Volume 1 (Aarau Friedrich–Gläser Franz), 1957 (reeditada sem alterações 1993). ISBN 3-7001-1327-7
- Volume 2 (Glaessner Arthur–Hübl Harald H.), 1959 (reeditada sem alterações 1993). ISBN 3-7001-1328-5
- Volume 3 (Hübl Heinrich–Knoller Richard), 1965 (reeditada sem alterações 1993). ISBN 3-7001-1329-3
- Volume 4 (Knolz Joseph J.–Wilhelm Lange), 1969 (reeditada sem alterações 1993). ISBN 3-7001-2145-8
- Volume 5 (Lange v. Burgenkron Emil–[Maier] Simon Martin), 1972 (reeditada sem alterações 1993). ISBN 3-7001-2146-6
- Volume 6 ([Criação] De Stefan–Musger August), 1975. ISBN 3-7001-1332-3
- Volume 7 (Musić De Agosto–Petra-Petrescu Nicolae), 1978. ISBN 3-7001-2142-3
- Volume 8 (Petračić Franjo–Ražun Matej), 1983. ISBN 3-7001-0615-7
- Volume 9 (Rázus Martin–Savić Šarko), 1988. ISBN 3-7001-1483-4
- Volume 10 (Saviňek Slavko–Schobert Ernst), 1994 (2. unveränderte auflage endereços de 1999). ISBN 3-7001-2186-5
- Volume 11 (Schoblik Friedrich–[Schwarz] Franz Ludwig), 1999. ISBN 3-7001-2803-7
- Volume 12 ([Schwarz] Marie–Spannagel Rudolf), 2005. ISBN 3-7001-3580-7

As entregas 59ª e 60ª foram publicados em 2007 e 2008 (Spanner de Anton Carl–Staudigl Oskar na 59ª entrega, Staudigl Oskar–Stich Ignaz na 60ª de entrega).